# ایلیچ
ایلیچ (انگلیسی: Illich) شرکت فولاد اوکراینی است، که در سال ۱۸۹۷ تأسیس شد.